# Letíme na Wenuši
Letíme na Wenuši je sedmé hudební album skupiny Wanastowi Vjecy. Vydala je v roce 2011. Jedná se o první album bez zakládajícího člena P.B.CH., kterého na postu baskytaristy nahradil Radek Havlíček.

## Seznam skladeb
| Pořadí | Název                                      | Hudba               | Text                         | Délka |
| ------ | ------------------------------------------ | ------------------- | ---------------------------- | ----- |
| 1.     | Letíme na Wenuši                           | Kodym               | Robert Kodym                 | 3:54  |
| 2.     | Kulomet                                    | Kodym               | Kodym                        | 2:51  |
| 3.     | Korálky z karneolu                         | Kodym               | Kodym                        | 4:18  |
| 4.     | Sereblity                                  | Kodym               | Kodym                        | 2:27  |
| 5.     | Krew a stopy čarodějných bylin             | Lála, Kodym         | Kodym                        | 3:19  |
| 6.     | Veronika                                   | Pavel Karlík, Kodym | Kodym                        | 4:05  |
| 7.     | Sběratel polibků                           | Vartecký            | Tomáš Vartecký               | 3:23  |
| 8.     | Pod zemí mám svůj ráj                      | Kodym               | Kodym                        | 4:30  |
| 9.     | Elektrický kytaristi                       | Kodym               | Kodym                        | 3:59  |
| 10.    | Ca plane pour moi (Plastic Bertrand cover) | Deprijck, Lacombiez | Lou Deprijck, Yvan Lacombiez | 3:43  |

## Obsazení
- Wanastowi vjecy
  - Robert Kodym – zpěv, kytary, niněra, barokní portativ
  - Tomáš Vartecký – kytary, zpěv, vokály
  - Štěpán Smetáček – bicí, perkuse
  - Radek Havlíček – Baskytara, vokály
- Hosté
  - Anna K. - vokály (ve skladbě "Letíme na Wenuši")
  - Karolína Karlíková Kalandrová - řeč cizím jazykem (ve skladbě "Letíme na Wenuši"), vokály (ve skladbách "Veronika" a "Ca plane pour moi")
  - Pája Bohatý - mellotron M-400 (ve skladbě "Korálky z karneolu"), vokály (ve skladbě "Elektrický kytaristi")
  - Doug Wimbish - baskytara (ve skladbě "Veronika")
  - Lenka Dusilová - Vokály (ve skladbě "Veronika")
  - Pavel Karlík - kytary (ve skladbě "Veronika")
  - Amélie Anna Kodymová - vokály (ve skladbě "Ca plane pour moi")
  - Zuzanka Kodymová - vokály (ve skladbě "Ca plane pour moi")